# Pernois
Pernois település Franciaországban, Somme megyében. Lakosainak száma 699 fő (2022. január 1.). Pernois Berneuil, Berteaucourt-les-Dames, Canaples, Halloy-lès-Pernois, Fieffes-Montrelet, Saint-Léger-lès-Domart és Vignacourt községekkel határos.

## Népesség
A település népességének változása:
| Lakosok száma | 725  | 726  | 738  | 735  | 735  | 728  | 724  | 712  | 699  |
|               | 2013 | 2015 | 2016 | 2017 | 2018 | 2019 | 2020 | 2021 | 2022 |